# Placówka Straży Granicznej I linii „Dalwin”
Placówka Straży Granicznej I linii „Dalwin” – jednostka organizacyjna Straży Granicznej pełniąca służbę ochronną na granicy polsko-gdańskiej w latach 1929–1939.

## Formowanie i zmiany organizacyjne
Rozporządzeniem Prezydenta Rzeczypospolitej Polskiej Ignacego Mościckiego z 22 marca 1928 roku, do ochrony północnej, zachodniej i południowej granicy państwa, a w szczególności do ich ochrony celnej, powoływano z dniem 2 kwietnia 1928 roku  Straż Graniczną. 
Rozkazem nr 1 z 29 kwietnia 1929 roku  w sprawie zmian organizacji Pomorskiego Inspektoratu Okręgowego komendant Straży Granicznej płk Jan Jur-Gorzechowski powołał do życia i ustalił organizację komisariatu „Skarszewy”. Placówka Straży Granicznej II linii „Zajączkowo” znalazła się w jego składzie.
Rozkazem nr 12 z 10 stycznia 1930 roku  w sprawie reorganizacji Pomorskiego Inspektoratu Okręgowego komendant Straży Granicznej płk Jan Jur-Gorzechowski ustalił numer i nową organizację komisariatu. Placówkę Straży Granicznej II linii „Zajączkowo” przeniesiono do Dalwina.
Rozkazem nr 3 z 29 listopada 1933 roku w sprawach organizacyjnych, komendant Straży Granicznej płk Jan Jur-Gorzechowski przemianował placówkę II linii „Dalwin” na placówkę I linii.

## Struktura organizacyjna
Organizacja w czerwcu 1929:
- posterunek informacyjny Straży Granicznej „Czadkowo”
- posterunek informacyjny Straży Granicznej „Miłobądź”
- posterunek informacyjny Straży Granicznej „Świetlikowo”